# Hermann Maria Wette
Hermann Maria Wette, vollständig Hermann-Maria Eduard Wette, (* 9. Februar 1900 in Köln; † 1982) war ein deutscher Musikwissenschaftler, Komponist und Kunstmaler.

## Leben
Wette war das siebte Kind des Arztes und Schriftstellers Hermann Wette und der Textdichterin der Oper Hänsel und Gretel Adelheid Wette, geborene Humperdinck. Bereits als Jugendlicher stand auch er, durch die Bekanntschaft seines Vaters mit Arnold Mendelssohn, mit diesem in Briefkontakt.
Wette studierte an der Musikhochschule Mannheim bei Ernst Toch, der auch dafür sorgte, dass Stücke von Nikolai Lopatnikoff, Kurt Spanich, Trude Rittmann, Wette und anderer seiner Schüler in die Mannheimer Gesellschaft eingebracht wurden. Er komponierte zahlreiche Werke. 1929 schrieb Wilhelm Bopp anlässlich Wettes Debüt in Mannheim in der  Juni-Ausgabe der Monatsschrift Die Musik:

„Über einen Abend, den Hermann Maria Wette, der Neffe Engelbert Humperdincks, veranstaltete, wird uns berichtet, daß eine Klavier-, eine Geigensolosonate, eine Motette für gemischten Chor und Lieder für eine tiefe Frauenstimme das Bekenntnis zur neuen Musik ausdrücklich, ernst und konsequent offenbarten. Wie bei so manchen anderen aus der jüngsten Zeit sind alle Bindungen gelockert, die noch an die abgelaufene Epoche fesseln könnten, das Gesetz der Wetteschen Musik ist das Gesetz einer älteren Vergangenheit und einer neuen Zukunft zugleich.“

Als im Herbst 1933 Max von Pauer Leiter der neugegründeten Städtischen Hochschule für Musik und Theater zu Mannheim wurde, wurde er zusammen mit Johann Eckart und Rudolf Boruvka als Lehrer an diese Schule berufen. Wette trat zum 1. April 1940 der NSDAP bei. Er war später Leiter der Musikhochschule des Saarlandes.
Aus der Ehe mit seiner Frau Gertrud Wette, geb. Egli (1910–2002), einer promovierten, in Mannheim praktizierenden Zahnärztin, gingen vier Söhne hervor, darunter der Biologe und Statistiker Reimut Wette (1927–1997) und der Historiker Wolfram Wette (* 1940). Teile seiner Musikhandschriften befinden sich in der Sammlung der Musikabteilung der Bayerischen Staatsbibliothek in München.

## Kompositionen (Auswahl)
- Morgenlied (Männerchor)[10]
- Quintett für Panflöte, Violine, Cimbal, Klavier, Kontrabass[11]
- Nachtlieder. Für Sopran, Alt, Klavier. (1933; Uraufführung in Stuttgart)[12][13]
- Klaviersonate No. 3 (1932)[14]
- Dona nobis pacem (Missa; 1932)[15][16]
- Sinfonietta[17] (1942; uraufgeführt unter GMD Karl Friderich (1899–1978))[18]